# 2. hokejová liga SR 2008/2009
Sezóna 2008/2009 byla 16. ročníkem 2. slovenské hokejové ligy. Vítězem se stal tým HK Brezno, který úspěšně postoupil do 1. hokejové ligy. Z 1. ligy sestoupil tým HKM Lučenec.

## Systém soutěže
Soutěž byla rozdělena do dvou skupin (západ a východ). Celkem se jich zúčastnilo 15 týmů, ve skupině západ devět týmů a ve skupině východ bylo šest týmů. Ve všech skupinách se hrálo 1x venku a doma. Bodový systém v soutěži se nezměnil, za výhru se získalo tři body, za výhru v prodloužení získal klub dva body, za prohru v prodloužení jeden bod a za prohru nezískal klub žádný bod. Po základní části, kluby které byly umístění do šestého místa postoupili do nadstavbové části skupiny západ a východ. Nejlepší tým v nadstavbové části skupiny západ a východ postoupili do finálové části o postup. Vítězný tým postoupil do 1. ligy. Ze soutěže se nesestupovalo.

## Skupina západ

### Základní část
|  | Postupující do nadstavby   |
|  | Nepostupující do nadstavby |

| Poř. | Tým                           | Z  | B  | V  | VP | PP | P  | Skóre  | +/−  |
| ---- | ----------------------------- | -- | -- | -- | -- | -- | -- | ------ | ---- |
| 1    | HK Púchov                     | 16 | 39 | 13 | 0  | 0  | 3  | 75:29  | +46  |
| 2    | HK 96 Nitra                   | 16 | 35 | 10 | 2  | 1  | 3  | 94:45  | +49  |
| 3    | MHK Dubnica nad Váhom         | 16 | 33 | 10 | 1  | 1  | 4  | 87:44  | +43  |
| 4    | HK Levice                     | 16 | 31 | 9  | 1  | 2  | 4  | 84:54  | +30  |
| 5    | HK MŠK Indian Žiar nad Hronom | 16 | 29 | 9  | 1  | 0  | 6  | 63:64  | −1   |
| 6    | AHK MI Ružinov Bratislava     | 16 | 25 | 8  | 0  | 1  | 7  | 86:71  | +15  |
| 7    | HK TJ Iskra Partizánske       | 16 | 14 | 4  | 1  | 0  | 11 | 73:86  | −13  |
| 8    | MHK Šaľa                      | 16 | 10 | 3  | 0  | 1  | 12 | 67:117 | −50  |
| 9    | HC Zlaté Moravce              | 16 | 0  | 0  | 0  | 0  | 16 | 33:152 | −119 |

### Nadstavba
|  | O postup |

| Poř. | Tým                           | Z  | B  | V  | VP | PP | P  | Skóre | +/− |
| ---- | ----------------------------- | -- | -- | -- | -- | -- | -- | ----- | --- |
| 1    | HK Púchov                     | 20 | 50 | 15 | 2  | 1  | 2  | 91:40 | +51 |
| 2    | HK 96 Nitra                   | 20 | 39 | 12 | 1  | 1  | 6  | 99:58 | +41 |
| 3    | MHK Dubnica nad Váhom         | 20 | 26 | 6  | 3  | 2  | 9  | 68:79 | −11 |
| 4    | HK Levice                     | 20 | 26 | 8  | 1  | 0  | 11 | 71:75 | −4  |
| 5    | HK MŠK Indian Žiar nad Hronom | 20 | 20 | 5  | 2  | 1  | 12 | 42:94 | −52 |
| 6    | AHK MI Ružinov Bratislava     | 20 | 19 | 4  | 1  | 5  | 10 | 63:88 | −25 |

## Skupina východ

### Základní část
|  | Postupující do nadstavby   |
|  | Nepostupující do nadstavby |

| Poř. | Tým                 | Z  | B  | V  | VP | PP | P | Skóre  | +/− |
| ---- | ------------------- | -- | -- | -- | -- | -- | - | ------ | --- |
| 1    | HK Brezno           | 10 | 30 | 10 | 0  | 0  | 0 | 100:32 | +68 |
| 2    | MHK Ružomberok      | 10 | 22 | 7  | 0  | 1  | 2 | 69:34  | +35 |
| 3    | MHK Sabinov         | 10 | 13 | 4  | 0  | 1  | 5 | 44:45  | −1  |
| 4    | HKm Humenné         | 10 | 10 | 3  | 0  | 1  | 6 | 40:52  | −12 |
| 5    | HK Slovan Gelnica   | 10 | 9  | 1  | 3  | 0  | 6 | 40:82  | −42 |
| 6    | HKM Rimavská Sobota | 10 | 6  | 2  | 0  | 0  | 8 | 31:79  | −48 |

### Nadstavba
|  | O postup |

| Poř. | Tým                 | Z  | B  | V  | VP | PP | P  | Skóre  | +/−  |
| ---- | ------------------- | -- | -- | -- | -- | -- | -- | ------ | ---- |
| 1    | HK Brezno           | 20 | 60 | 20 | 0  | 0  | 0  | 161:53 | +108 |
| 2    | MHK Ružomberok      | 20 | 44 | 13 | 2  | 1  | 4  | 117:77 | +40  |
| 3    | HK Slovan Gelnica   | 20 | 27 | 6  | 3  | 3  | 8  | 82:119 | −37  |
| 4    | MHK Sabinov         | 20 | 23 | 6  | 2  | 1  | 11 | 83:92  | −9   |
| 5    | HKm Humenné         | 20 | 14 | 4  | 0  | 2  | 14 | 73:105 | −32  |
| 6    | HKM Rimavská Sobota | 20 | 12 | 4  | 0  | 0  | 16 | 71:141 | −70  |

## O postup
- HK Púchov - HK Brezno 1:2 (1:3, 5:4sn a 2:7)